# Hvidhåndet gibbon
Den hvidhåndede gibbon (Hylobates lar) er et dyr i gibbonfamilien. Den når en længde på 42-59 cm og vejer 4,5-7,5 kg. Hunnen føder en enkelt unge efter en drægtighedsperiode på 7-8 måneder. Ungen dier i 18 måneder, den bliver fuldvoksen i seksårsalderen og kønsmoden som niårig.
Aben lever 25-30 år i naturen.
Der findes to underarter.
- Hylobates lar lar
- Hylobates lar yunnanensis